# Phaulodinychus minor
Phaulodinychus minor is een mijtensoort uit de familie van de Uropodidae. De wetenschappelijke naam van de soort werd voor het eerst geldig gepubliceerd in 1915 door Halbert.